# Luigi Viviani (militare)
Luigi Viviani (Crema, 23 novembre 1903 – Atene, 27 settembre 1943) è stato un ingegnere e militare italiano, decorato della Medaglia d'oro al valor militare alla memoria.

## Biografia
Luigi Viviani, quartogenito di Giovanni e Rosa Fusar Poli, frequentò la scuola elementare e il ginnasio a Crema. Si trasferì poi a Milano per frequentare il liceo classico e alla fine si iscrisse alla facoltà di ingegneria civile, laureandosi il 30 dicembre 1926.

### L'attività nell'Azione Cattolica
Il padre, medico chirurgo, era di idee liberali mentre la madre, credente, si occupò dell'educazione religiosa di Luigi e dei tre fratelli maggiori. Nel 1920 aderì all'Azione Cattolica di Crema e durante gli studi partecipò attivamente alle iniziative dell'Avanguardia Giovanile Cattolica di Milano. Iniziò a scrivere un diario che è rimasto il principale documento della sua vita quotidiana, in cui annotò, tra l'altro, gli scontri, anche fisici, tra i giovani di AC e le squadre fasciste degli anni 1920-1921. Nel 1923 divenne presidente della Gioventù Cattolica e nel 1926 presidente diocesano di Crema. Nel 1931 visse le lotte con il regime fascista che voleva sopprimere l'Azione Cattolica e venne anche minacciato di arresto. Il 30 maggio 1931 vennero sciolte, per decreto prefettizio, la Gioventù Cattolica Italiana e la Gioventù Femminile Cattolica Italiana. Anche a Crema i circoli di entrambe le associazioni vennero chiusi e sequestrati i beni delle sedi del "Belvedere" e del "circolo del Duomo". Conseguenza dei divieti di riunione tra i giovani, sia in privato che per strada, la direzione dell'Azione cattolica diocesana fu affidata al vescovo monsignor Marcello Mimmi il 1º giugno 1931.
Il 23 marzo 1934 Viviani si fidanzò con Jolanda Barbaglio che era la delegata diocesana della Gioventù Femminile e si sposarono il successivo 24 aprile. Il matrimonio fu celebrato dal vescovo di Crema, monsignor Francesco Maria Franco, nella cappella del Palazzo Vescovile. Nel 1937 morì la madre Rosa e nel 1939 morì il padre Giovanni.

### Il servizio militare
Nel 1927 iniziò il servizio militare e svolse il servizio di prima nomina a Firenze. Fu poi richiamato nell'autunno del 1936, al termine della Guerra d'Etiopia. Il 25 giugno 1941 fu nuovamente richiamato alle armi a causa della seconda guerra mondiale e, come Tenente di complemento nell'arma di Artiglieria, fu schierato nel Mar Egeo sull'isola di Rodi. Passarono due anni senza combattimenti e nel giugno 1943, con il grado di Capitano, ebbe il comando del 56º Raggruppamento artiglieria contraerea da posizione (86º Gruppo, 232ª Batteria 90/53).
Dopo l'armistizio, la batteria del capitano Viviani venne assalita dagli ex alleati tedeschi e il 17 settembre 1943, a Kalathos, i militari italiani furono costretti alla resa. Viviani fu identificato, trasferito e rinchiuso nel carcere "Averoff" ad Atene, con alcuni commilitoni. Venne fucilato alle prime ore del giorno il 29 settembre 1943.